# Orono (Maine)
Orono és una població dels Estats Units a l'estat de Maine (EUA). Segons el cens del 2000 tenia 9.114 habitants.

## Demografia
Segons el cens del 2000, Orono tenia 9.112 habitants, 2.691 habitatges, i 1.291 famílies. La densitat de població era de 193,2 habitants/km².
Dels 2.691 habitatges en un 21,7% hi vivien nens de menys de 18 anys, en un 36,6% hi vivien parelles casades, en un 8,5% dones solteres, i en un 52% no eren unitats familiars. En el 31,5% dels habitatges hi vivien persones soles el 10% de les quals corresponia a persones de 65 anys o més que vivien soles. El nombre mitjà de persones vivint en cada habitatge era de 2,23 i el nombre mitjà de persones que vivien en cada família era de 2,81.
Per edats la població es repartia de la següent manera: un 11,9% tenia menys de 18 anys, un 47,9% entre 18 i 24, un 17,1% entre 25 i 44, un 13,8% de 45 a 60 i un 9,3% 65 anys o més.
L'edat mediana era de 22 anys. Per cada 100 dones de 18 o més anys hi havia 102,1 homes.
La renda mediana per habitatge era de 30.619$ i la renda mediana per família de 52.714$. Els homes tenien una renda mediana de 35.923$ mentre que les dones 24.943$. La renda per capita de la població era de 14.813$. Entorn del 10,3% de les famílies i el 25% de la població estaven per davall del llindar de pobresa.